# 台湾杯冠藤
台湾杯冠藤（学名：Cynanchum formosanum）又稱台灣牛皮消、台灣白薇是夹竹桃科鹅绒藤属的植物。形態特徵纏繞植物，全株光滑。葉對生，長橢圓形至橢圓形，革質，長2.5～7㎝，寬2～4㎝，先端銳或鈍，基部圓形，側脈約4對。總狀聚繖花序腋生，萼外面無毛，花冠5深裂，裂片長橢圓形，長約5㎜，副花冠杯狀，較蕊柱為短或殆與之同高，花粉塊闊球形。蓇葖果披針形，長約7㎝。

## 分布
產於臺灣全島低海拔山麓灌叢中，亦分布琉球及中國大陸華南。

## 用途
台湾杯冠藤之副花冠杯狀，故有杯冠藤之稱。全株光滑，葉厚，濃綠具清潔感，蓇葖果造型別緻，習性耐旱，頗適供做盆栽或花架美化材料。

## 扩展阅读
- 維基物種上的相關：台湾牛皮消